# Баттон, Баттон
«Баттон, Баттон» (англ. Button, Button) — науково-фантастичне оповідання американського письменника Айзека Азімова, вперше опубліковане у січні 1953 журналом Startling Stories. Увійшло до збірки «Купуємо Юпітер та інші історії» (1975).

## Сюжет
Отто Шеммельмайєр, ексцентричний професор, створив прилад, що фіксує роботу мозку. Він застосував його для гри на флейті. Уряд застосував цей принцип для військових потреб, чим викликав невдоволення професова, а також призвів до очернення професора в очах громадськості.
Для того, щоб роздобути капітал, необхідний для його проекту, він вступає в змову зі своїм племінником Гаррі Смітом — адвокатом і оповідачем розповіді, використовувати ще один свій винахід, який може досягати в минулому і витягувати звідти об'єкти (тема також з'являється в оповіданнях «Потворний хлопчик» і «Пам'ятник батьку»).
Вони планують отримати підпис одного з підписантів Декларації незалежності США, Баттона Ґвінета, яка є досить рідкісною. Вони успішно матеріалізують шматок документу з його підписом і Шеммельмайєр везе його у Вашингтон для перевірки автентичності. Афера зазнає невдачі, оскільки урядові слідчі визнають документ занадто новим, щоб бути справжнім.